# 대지진 10.5 2
대지진 10.5 2(大地震 - , 영어: 10.5: Apocalypse)는 2006년 방영한 미국의 재난 영화이다. 2006년 제작된 TV 미니시리즈이자 전작 "대지진 10.5"의 후속작으로, 대지진을 시작으로 화산 폭발, 쓰나미, 싱크홀 등 연쇄적인 대규모 지진 재난이 미국 전역을 휩쓰는 이야기를 다룬다.

## 줄거리
시애틀에서 시작된 작은 지진은 규모 10.5의 강진으로 이어져 샌프란시스코와 로스앤젤레스를 파괴하고, 해저 단층을 만들어 쓰나미를 일으켜 하와이 호놀룰루에 막대한 피해를 준다. 이는 연쇄적인 지진 활동의 시작에 불과했으며, 아이다호 선밸리에서 사화산이 깨어나고 유타 킹스피크에서는 산림이 파괴되며 네바다의 후버댐이 붕괴된다. 라스베이거스는 지하 석회암이 산성수에 침식되어 거대한 싱크홀이 발생하며 도시 전체가 사라진다. 최악의 사태는 사우스다코타에서 발생한 거대한 단층으로, 러시모어산을 파괴하고 멕시코만 방향으로 남하하기 시작한다.
미국 지질조사국(USGS)의 지질학자들은 이러한 급격한 지진 활동의 원인을 파악하지 못하고 혼란스러워 한다. 이때, 사만다 힐 박사는 아버지 얼 힐 박사가 과거 주장했던 지구의 지각판이 최대 분리점에 도달한 후 역전할 것이라는 이론을 떠올린다. 이 이론에 따르면 지각판 역전 초기에는 지진 활동이 급격하게 가속화된다. 하지만 얼 힐 박사는 이 이론 때문에 USGS에서 왕따를 당하고 지질학을 포기한 채 프로 포커 선수로 살아가고 있었다. 라스베이거스 붕괴 당시 호텔 카지노에 갇혔던 얼 박사는 딸의 도움으로 구조된다. 사만다는 멕시코만을 향해 이동하는 거대한 단층이 바다와 만나면 과거 서부 내해를 재현할 것이라고 예측한다.
미니시리즈 2부에서는 얼 힐 박사가 호텔 잔해에서 구조된 직후, 노스다코타에서 시작된 거대한 단층이 사우스다코타, 네브래스카, 캔자스, 오클라호마를 거쳐 텍사스 휴스턴까지 확장되는 상황이 펼쳐진다. 이 단층이 멕시코만까지 이르면 미국 중서부는 새로운 바다로 뒤덮일 위기에 처한다. 이 지역에 대피령이 내려지고, 애리조나 세도나에서는 지진으로 성십자가 예배당이 파괴된다. 더욱 큰 문제는 단층 경로에 텍사스에 있는 가상의 핵발전소가 있다는 것이었다. 만약 핵발전소가 파괴되면 주변 지역은 핵폐기물로 오염될 수 있다.
얼 힐 박사는 핵발전소를 보호하기 위해 단층 경로를 변경하는 계획을 세운다. 주변 지역의 대규모 천연가스 매장지를 폭파시켜 동쪽으로 새로운 단층을 만드는 것이다. 계획은 성공하여 주 단층은 핵발전소를 우회하지만, 단층은 완전히 멈추지 않고 다시 남쪽으로 방향을 틀어 휴스턴을 관통하고 멕시코만에 도달한다. 동시에 단층 북쪽 끝은 허드슨 만까지 확장된다. 그러나 USGS의 예상과는 다르게 단층으로 바닷물이 유입되었을 때, 미국 중서부 지역은 바다로 변하는 것이 아니라, 미국과 캐나다를 반으로 가르는 새로운 강과 같은 해로가 만들어진다. 대통령은 지리적으로는 분열되었지만 미국인들의 정신은 분열되지 않을 것이라고 선언하며 이야기가 마무리된다.

## 출연
- 킴 덜레이니 - 서맨사 힐
- 글렌다 브라간자 - 지나
- 딘 케인 - 브래드 맬로이
- 데이비드 큐빗 - 조던 피셔
- 카를로스 버나드 - 미겔 가르시아
- 올리버 허드슨 - 윌 맬로이
- 칼리 포프 - 로라 맬로이
- 프랭크 란젤라 - 얼 힐
- 보 브리지스 - 대통령
- 존 카시니 - 대통령 보좌관